# Joncet
Cet article court présente un sujet plus développé dans : Serdinya.
Joncet est un hameau de la commune de Serdinya, dans les Pyrénées-Orientales parfois nommé Joncet du Sala.

## Toponymie
Le nom Joncet, qui désigne ce hameau aussi bien en français qu'en catalan, provient du latin Juncea qui désigne une zone humide où poussent les joncs ou autres plantes semblables, auquel a été accolé le suffixe -etum.
La première source écrite, en 1011, mentionne Vuincedo, forme erronée pour Iuncedo. Juncet, avec un u, apparaît en 1264.

## Géographie
Le village de Joncet se trouve dans l'Est des Pyrénées. Il est attaché administrativement au département français des Pyrénées-Orientales et à la commune de Serdinya. Il est constitué de deux hameaux : le Bac (de ubac) et le Solà. Le Solà est, comme son nom l'indique, la partie la plus ensoleillée et la plus peuplée. Elle se trouve sur la rive gauche du fleuve Têt et est traversée par la route nationale 116. Le Solà, rive droite, moins exposé au soleil et moins peuplé, est traversé par une voie ferrée (ligne de Cerdagne) et bénéficie d'un gare, dite gare de Joncet, d'une centrale électrique et d'une église.

## Histoire
Originellement sur la rive gauche de la Têt, au milieu des terrains agricoles, Joncet est passé sur la rive droite et un peu plus en hauteur avant le XIVe siècle pour une raison qui même aujourd'hui est inconnue, mais il s'agissait très probablement d'éviter les fréquentes crues de la Têt, quitte à s'éloigner des terrains cultivables.
Les habitants de Joncet et ceux de Serdinya avaient de nombreux contacts car dépendants du même seigneur, le roi lui-même. Joncet était en effet une possession des Comtes de Cerdagne, passée en 1117 au roi d'Aragon. Par la suite il n'a jamais changé de seigneurs jusqu'à la révolution.
Il semble que la famille de Joncet eu une certaine gloire. Propriétaire de manses à Escaro, elle aurait périclité aux alentours du XVIIIe siècle. Il s'agissait de la famille Mas dont un certain François était curé à Ayguatébia en 1654. L'église de Joncet est dédiée à St Jean-Baptiste, elle date de 1646. Elle appartenait à la famille Mas qui l'avait fait construire et dont la maison était toute proche. En 1860, elle fut rachetée par Michel Clastres, curé de Codalet qui l'a restauré.
La dîme de Joncet appartenait initialement à la reine Esclarmonde de Majorque, qui la donna par testament en 1312 pour l'entretien de deux chapelains aux églises des Clarisses et des Grands-Augustins de Perpignan. En 1757 elle fut donnée à Philippe de Copons de Réart, chanoine d'Elne, puis à sa mort au sous-diacre Jean-Baptiste de Banyuls de Montferrer. Il le conservera jusqu'en 1791, année durant laquelle la révolution abolit sa perception. L'usage de Joncet voulait qu'on ne payait pas de dîme sur les petites récoltes : pois, lentilles, etc. pour la consommation personnelle.

## Culture et patrimoine
- La chapelle Saint-Jean-Baptiste de Joncet, construite en 1646.